# Ander Herrera
Ander Herrera Agüera (Bilbao, 1989. augusztus 14. –) spanyol válogatott labdarúgó, a Boca Juniors játékosa.

## Pályafutása

### Real Zaragoza
Bilbaóban, Baszkföldön született. Karrierjét a Real Zaragoza színeiben kezdte meg és a 2008–09-es szezonban be is mutatkozott a spanyol másodosztályban. Ebben az évadban 19 mérkőzésen vett részt és a klub az év végén feljutott az élvonalba. 2009. augusztus 29-én mutatkozott be a La Ligában egy otthoni 1–0-s győzelem során a CD Tenerife ellen.
A 2009–10-es idényben Herrera csapata egyik legjobbja volt, hiszen az egyesület megőrizte az élvonalbeli tagságát. Első gólját december 6-án szerezte, de így is 4–1-es vereséget szenvedtek el az RCD Mallorca ellen.
2010 és 2011 között is rendszeresen stabil kezdő volt a klubban.

### Athletic Bilbao
2011. február 7-én ötéves megállapodást kötött az Athletic Bilbao csapatával 7,5 millió ellenében, amely július 1-jén lépett érvénybe. A kivásárlási záradékát az első három évben 36 millió euróban, majd a további fennmaradó részekben 40 millió euróban határozták meg.
2011. augusztus 18-án a teljes 90 percet végigjátszotta a török Trabzonspor elleni 2010–11-es Európa-liga meccsen. 54 hivatalos mérkőzésen viselte a klub mezét és négy gólt szerzett a baszk csapatban, amely 2012-ben spanyol kupa és az Európa-liga döntőbe jutott. Harmadik és egyben utolsó idényében 33 bajnokin szerepelt, amely során az Athletic Bilbao 16 év után kvalifikálta magát az UEFA-bajnokok ligájába.

### Manchester United
Herrerat 2013 augusztusában az angol Manchester United 24 millió font értékben kívánta megvenni az Athletic Bilbaotól, de erre az ajánlatra még nemet mondtak, majd egy évvel később, 2014. június 26-án ismét elutasítottak egy 36 millió eurós ajánlatot a játékosért. Később a spanyolok bejelentették, hogy aktiválták a kivásárlási záradékot, amely lehetővé téve a United számára, hogy megvásárolják. A "vörös ördögök" ugyanezen a napon bejelentették, hogy Herrera négyéves szerződést kötött a klubbal.
Augusztus 16-án debütált a Premier League-ben egy Swansea City elleni 2–1-es vereséggel záródó bajnokin. 67 percet játszott, majd Marouane Fellaini állt be a helyére. Egy edzés során megsérült és a következő két meccset kihagyni kényszerült a Sunderland és a Burnley ellen. 2014. szeptember 14-én tért vissza és megszerezte első gólját a United mezben, ezzel segítve csapatát a Queens Park Rangers elleni 4–0-s győzelemhez. Első angol szezonjában mindent figyelembe véve 31 mérkőzésen 8 gólig jutott.
2016. május 21-én kupadöntőbe jutottak, amelyet végül a Crystal Palace ellen 2–1-re meg is nyertek, de ott nem lépett pályára.
2017. február 26-án segített Zlatan Ibrahimović-nak megszereznie a második gólját a Southampton ellen végül 3–2 arányban megnyert ligakupa fináléjában, ez volt a második trófeája a klubbal.
A 2016–17-es idény főpontja a holland Ajax Amsterdam elleni, 2017. május 24-én megrendezésre kerülő Európa-liga-döntő volt, amelyen kezdőként végigjátszotta a 2–0-ra megnyert találkozót és őt választották mérkőzés emberének is, melyet a manchesteri terrortámadások áldozatainak emlékének ajánlott.
Nem hosszabbította meg a 2018–19-es évad végén lejáró kontraktusát, így szabadon igazolhatóvá vált. Összesen 5 idény alatt 189 mérkőzésen húzta fel a vörös mezt, melyeken 20 gólig és 27 gólpasszig jutott.

### Paris Saint-Germain
2019. július 4-én ötéves szerződést kötött a francia sikercsapattal, a Paris Saint-Germain FC-vel, akik ingyen szerezték meg. Szeptember 11-én mutatkozott be Ligue 1-ben Pablo Sarabia cseréjeként egy Strasbourg elleni 1–0-s hazai győzelem során.

### Athletic Bilbao
Herrera kölcsönben tért vissza Spanyolországba 2022 augusztusában. A Bilbao 2023. január 31-én kivásárolta a játékost a PSG kötelékeiből.

### Boca Juniors
2025. január 17-én aláírt az argentin Boca Juniors csapatához.

### A válogatottban
Herrera tagja volt a spanyol U20-as válogatottnak, amely 2009-ben megnyerte a Mediterrán játékokat.
Luis Milla szövetségi kapitány nevezte a 2011-es U21-es Európa-bajnokságra.
Az első meghívóját a felnőtt nemzeti csapatba 2016. október 3-án kapta meg a 2018-as világbajnokság selejtezőire Olaszország és Albánia ellen, de egyiken sem lépett pályára.
2016. november 6-án kapott először lehetőséget Anglia ellen, a második félidőben, egy 2–2-es döntetlen során.

## Statisztika

### Klubokban
2022. november 13-án frissítve.
| Klub                | Szezon           | Liga             | Liga  | Liga | Kupa  | Kupa | Ligakupa | Ligakupa | Nemzetközi | Nemzetközi | Egyéb | Egyéb | Összesen | Összesen |
| Klub                | Szezon           | Bajnokság        | Mérk. | Gól  | Mérk. | Gól  | Mérk.    | Gól      | Mérk.      | Gól        | Mérk. | Gól   | Mérk.    | Gól      |
| ------------------- | ---------------- | ---------------- | ----- | ---- | ----- | ---- | -------- | -------- | ---------- | ---------- | ----- | ----- | -------- | -------- |
| Real Zaragoza B     | 2008–09          | Tercera División | 10    | 2    | —     | —    | —        | —        | —          | —          | —     | —     | 10       | 2        |
| Real Zaragoza       | 2008–09          | Segunda División | 19    | 2    | 0     | 0    | —        | —        | —          | —          | —     | —     | 19       | 2        |
| Real Zaragoza       | 2009–10          | La Liga          | 30    | 2    | 2     | 0    | —        | —        | —          | —          | —     | —     | 32       | 2        |
| Real Zaragoza       | 2010–11          | La Liga          | 33    | 2    | 2     | 0    | —        | —        | —          | —          | —     | —     | 35       | 2        |
| Real Zaragoza       | Összesen         | Összesen         | 82    | 6    | 4     | 0    | —        | —        | —          | —          | —     | —     | 86       | 6        |
| Athletic Bilbao     | 2011–12          | La Liga          | 32    | 1    | 9     | 2    | —        | —        | 13         | 1          | —     | —     | 54       | 4        |
| Athletic Bilbao     | 2012–13          | La Liga          | 29    | 1    | 2     | 0    | —        | —        | 4          | 1          | —     | —     | 35       | 2        |
| Athletic Bilbao     | 2013–14          | La Liga          | 33    | 5    | 6     | 0    | —        | —        | —          | —          | —     | —     | 39       | 5        |
| Athletic Bilbao     | Összesen         | Összesen         | 94    | 7    | 17    | 2    | —        | —        | 17         | 2          | —     | —     | 128      | 11       |
| Manchester United   | 2014–15          | Premier League   | 26    | 6    | 5     | 2    | 0        | 0        | —          | —          | —     | —     | 31       | 8        |
| Manchester United   | 2015–16          | Premier League   | 27    | 3    | 6     | 0    | 1        | 0        | 7          | 2          | —     | —     | 41       | 5        |
| Manchester United   | 2016–17          | Premier League   | 31    | 1    | 3     | 0    | 6        | 1        | 9          | 0          | 1     | 0     | 50       | 2        |
| Manchester United   | 2017–18          | Premier League   | 26    | 0    | 4     | 2    | 2        | 0        | 6          | 0          | 1     | 0     | 39       | 2        |
| Manchester United   | 2018–19          | Premier League   | 22    | 2    | 3     | 1    | 1        | 0        | 2          | 0          | —     | —     | 28       | 3        |
| Manchester United   | Összesen         | Összesen         | 132   | 12   | 21    | 5    | 10       | 1        | 24         | 2          | 2     | 0     | 189      | 20       |
| Paris Saint-Germain | 2019–20          | Ligue 1          | 8     | 1    | 4     | 0    | 3        | 0        | 6          | 0          | 1     | 0     | 22       | 1        |
| Paris Saint-Germain | 2020–21          | Ligue 1          | 31    | 1    | 3     | 0    | —        | —        | 10         | 0          | 1     | 0     | 45       | 1        |
| Paris Saint-Germain | 2021–22          | Ligue 1          | 19    | 3    | 2     | 0    | —        | —        | 6          | 1          | 1     | 0     | 28       | 4        |
| Paris Saint-Germain | Összesen         | Összesen         | 58    | 5    | 9     | 0    | 3        | 0        | 22         | 1          | 3     | 0     | 95       | 6        |
| Athletic Bilbao     | 2022–23          | La Liga          | 6     | 0    | 1     | 0    | —        | —        | —          | —          | —     | —     | 7        | 0        |
| Karrier összesen    | Karrier összesen | Karrier összesen | 382   | 32   | 52    | 7    | 13       | 1        | 63         | 5          | 5     | 0     | 515      | 45       |

1. 1 2 3  Pályára lépések az Európa-ligában
2. ↑  Négy pályára lépés és egy gól az UEFA-bajnokok ligájában, három pályára lépés és egy gól az Európa-ligában
3. ↑  Pályára lépés az angol szuperkupában
4. 1 2 3 4 5  Pályára lépések az UEFA-bajnokok ligájában
5. ↑  Pályára lépés az UEFA-szuperkupában
6. 1 2 3  Pályára lépés a francia szuperkupában

### A válogatottban
2017. március 28-án frissítve.
| Nemzet        | Év       | Mérkőzés | Gól |
| ------------- | -------- | -------- | --- |
| Spanyolország | 2016     | 1        | 0   |
| Spanyolország | 2017     | 1        | 0   |
| Összesen      | Összesen | 2        | 0   |

## Sikerei, díjai

### Klubokban
Manchester United
- Angol kupa: 2015–16
- Angol ligakupa: 2016–17
- Angol szuperkupa: 2016
- Európa-liga: 2016–17[24]

Paris Saint-Germain
- Francia bajnok: 2019–20,[25] 2021–22[26]
- Francia kupa: 2019–20,[27] 2020–21[28]
- Francia ligakupa: 2019–20[29]
- Francia szuperkupa: 2019,[30] 2020[31]

Athletic Bilbao
- Spanyol kupa: 2023–24

### A válogatottban
Spanyolország U20
- Mediterrán játékok: 2009

Spanyolország U21
- U21-es Európa-bajnokság: 2011

### Egyéni
- U21-es Európa-bajnokság – A torna csapata: 2011[32]
- Sir Matt Busby-díj (az év Manchester United FC játékosa a szurkolók szavazásán): 2016–17[33]
- Európa-liga – A szezon csapata: 2016–17[34]